# تکینتر
تی‌کی‌اینتر (Tkinter) یک کتابخانهٔ واسط کاربر گرافیکی برای زبان برنامه‌نویسی پایتون است. این کتابخانه همراه با پکیج نصب پایتون به شکل استاندارد موجود است. این کتابخانه از سیستم عامل های لینوکس، مک‌اواس و ویندوز پشتیبانی میکند.
این کتابخانه میتواند انواع مختلفی از دکمه ها، تصاویر، متن ها، انتری باکس ها را به شکل سفارش سازی شده ارائه دهد.

## مشکلات
تکینتر یا تی‌کی‌اینتر به تنهایی نمیتواند تصاویر دلخواه را به صفحه نمایش اضافه کند. این کار به کمک کتابخانه Pillow که در پایتون به شکل PIL تعریف شده است، انجام میگردد.
در ماژول PIL نیز گاهی متد و توابعی با نام Photoimage یا ImageTK دیده میشود که همگی مخصوص ماژول tkinter هستند.
با استفاده از دستور photoimage، تصاویر به فرمت مناسب و پشتیبانی شده توسط tkinter تبدیل میشوند. سپس با استفاده از یک متغیر این تصاویر به عنوان Label یا Button نمایش دادا می‌شوند. در Button با کلیلک کردن بر تصویر می‌توان دستور های مختلفی ایجاد کرد اما اگر به عنوان یک Label نمایش داده شود تنها برای تماشا در صفحه نمایش وجود خواهد داشت.
اگر یک متغیر به عنوان پنجره نمایش ذخیره شود تصاویر تنها در آن پنجره نمایش داده خواهند شد.
اما اگر در tkinter چندین پنجره وجود داشته باشد. هنگام بارگزاری تصاویر با خطای (Pyimage n doesn't exist) مواجه خواهیم شد.
پس از بررسی های متعدد دانسته شد که Tkinter میتواند تصاویر را فقط در یک پنجره نمایش دهد مگر اینکه ترمینال به طور موقت بسته و در فایل دیگر که پنجره متفاوت دارد ، باز شود.

## مثال‌ها
برنامه «Hello World!» که با استفاده از این کتابخانه ساخته شده
```
from
 
tkinter
 
import
 
*

root
 
=
 
Tk
()

label
 
=
 
Label
(
root
,
 
text
=
"Hello, world!"
)

label
.
pack
()

root
.
mainloop
()

```

برنامه‌ای که یک پنجره را با دکمه خروج نشان می‌دهد
```
#!/usr/bin/env python3

import
 
tkinter
 
as
 
tk

class
 
Application
(
tk
.
Frame
):

    
def
 
__init__
(
self
,
 
master
=
None
):

        
super
(
Application
,
 
self
)
.
__init__
(
master
)

        
self
.
grid
()
  
        
self
.
createWidgets
()

    
def
 
createWidgets
(
self
):

        
self
.
quitButton
 
=
 
tk
.
Button
(
self
,
 
text
=
'Quit'
,
 
command
=
self
.
quit
)

        
self
.
quitButton
.
grid
()

app
 
=
 
Application
()

app
.
master
.
title
(
'Sample application'
)

app
.
mainloop
()

```